# Достик (Бурлінський район)
Дости́к (каз. Достық) — село у складі Бурлінського району Західноказахстанської області Казахстану. Адміністративний центр та єдиний населений пункт Достицького сільського округу.
Населення — 405 осіб (2021; 528 у 2009, 948 у 1999, 856 у 1989).
До 2020 року село називалось Александровка.